# 차후르
차후르(러시아어: Цахур, 차후르어: ЦIaIх)는 러시아의 셀로(Cело)이자  다게스탄 공화국 루툴스키군 차후르스코예 농촌 정착지의 행정 중심지이다.

## 역사
- 699년 경 - 차후르인이 아랍인의 침략에 대항하다.
- 1396년 - 티무르의 군대가 진격 중 차후르인과 충돌하다.
- 1399년 경 - 차후르인이 시르반의 샤와 다양한 남캅카스 세력과 충돌하다.
- 1599년 경 - 차후르인이 튀르크족, 페르시아, 남캅카스 통치자들의 침략에 직면하다.
- 1699년 경 - 차후르 술탄국의 수도가 차후르에서 엘리수로 옮겨지다.
- 1803년 - 러시아 제국이 차후르를 비롯한 캅카스를 점령하다.

## 지리
차후르는 사무르강 계곡에 위치하며, 루툴에서 북서쪽으로 35km 떨어져 있다. 무슬라흐와 겔메츠는 가장 가까운 정착촌이다.

## 언어
대부분의 차후르족은 차후르어, 러시아어, 아제르바이잔어를 사용하며, 이 중 차후르어는 멸종 위기 언어로 간주된다. 차후르라는 이름은 과거 차후르인의 중심 정착촌이었던 차이히아르트(Tshaikhiart)에서 유래한 레즈긴어 단어인 차후르(Tsakhur)에서 파생되었으며, 19세기 후반에 처음 기록되었다.

## 민족
차후르는 전 주민이 차후르인인 단일 민족 마을이다.
다게스탄의 다른 지역과 아제르바이잔에도 차후르인이 거주한다.

## 종교
대부분 수니파이며, 일부 이슬람 전통을 따른다.